# Noe (sura)
Noe (arabsko Nooh) je 71. sura (poglavje) v Koranu, ki jo sestavlja 28 ajatov (verzov). Je meška sura.
Med opravljanjem molitve (salata oz. namaza) pri tej suri verniki opravijo 2 ruku'ja (priklona).